# Anmoor

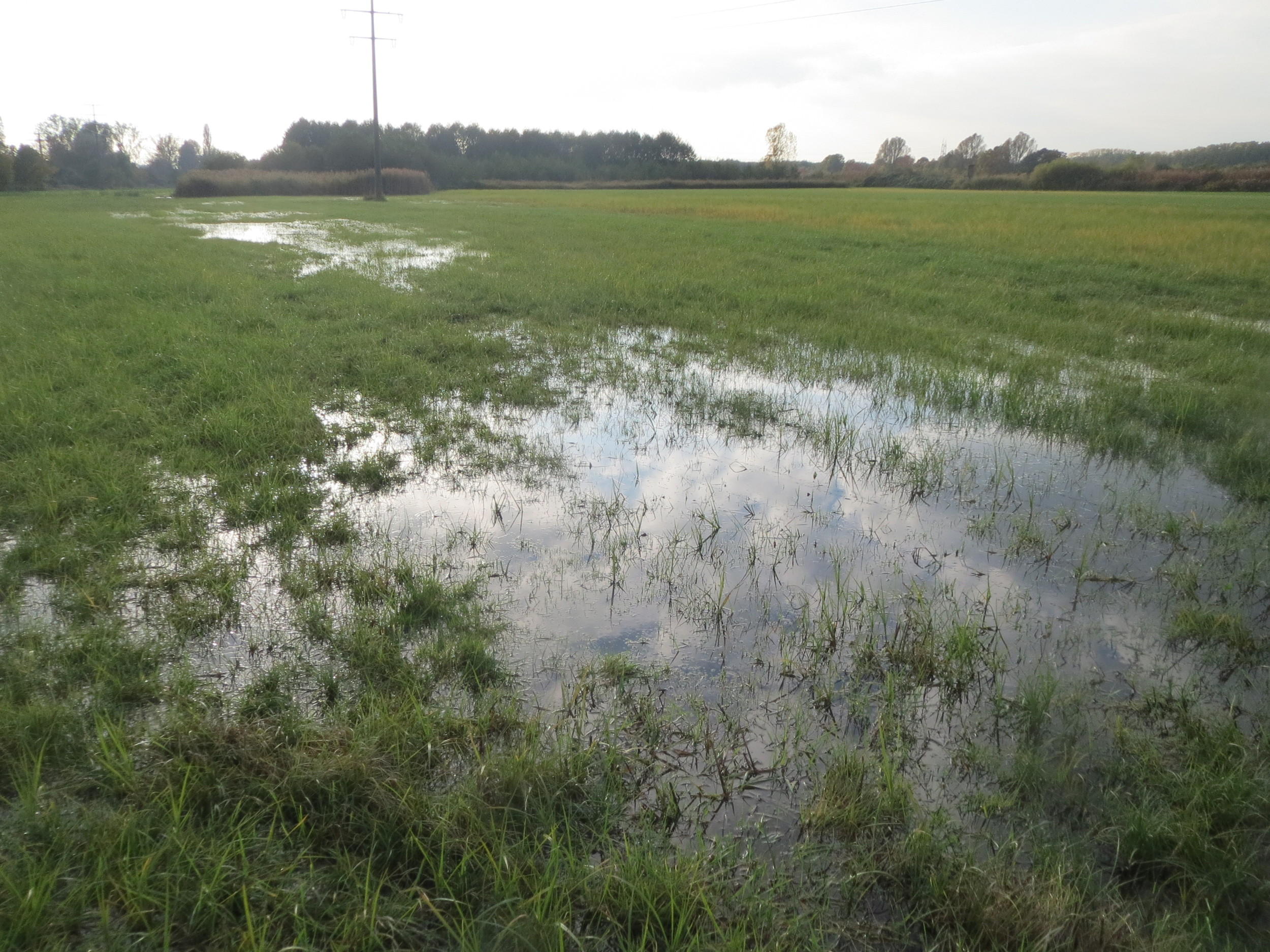
Anmoor im Hockenheimer Rheinbogen

Als Anmoor oder anmoorige Böden werden Mineralböden bezeichnet, die unter Einfluss von Stau- oder Grundwasser und Sauerstoffarmut einen hohen Anteil an organischer Masse (15 bis 30 Masse-% organischer Substanz) im 2–4 dm mächtigen Aa-Horizont (nach KA5) besitzen. Der Begriff anmoorig beschreibt ein pedogenetisches Horizontmerkmal des Oberbodens.

## Beschreibung

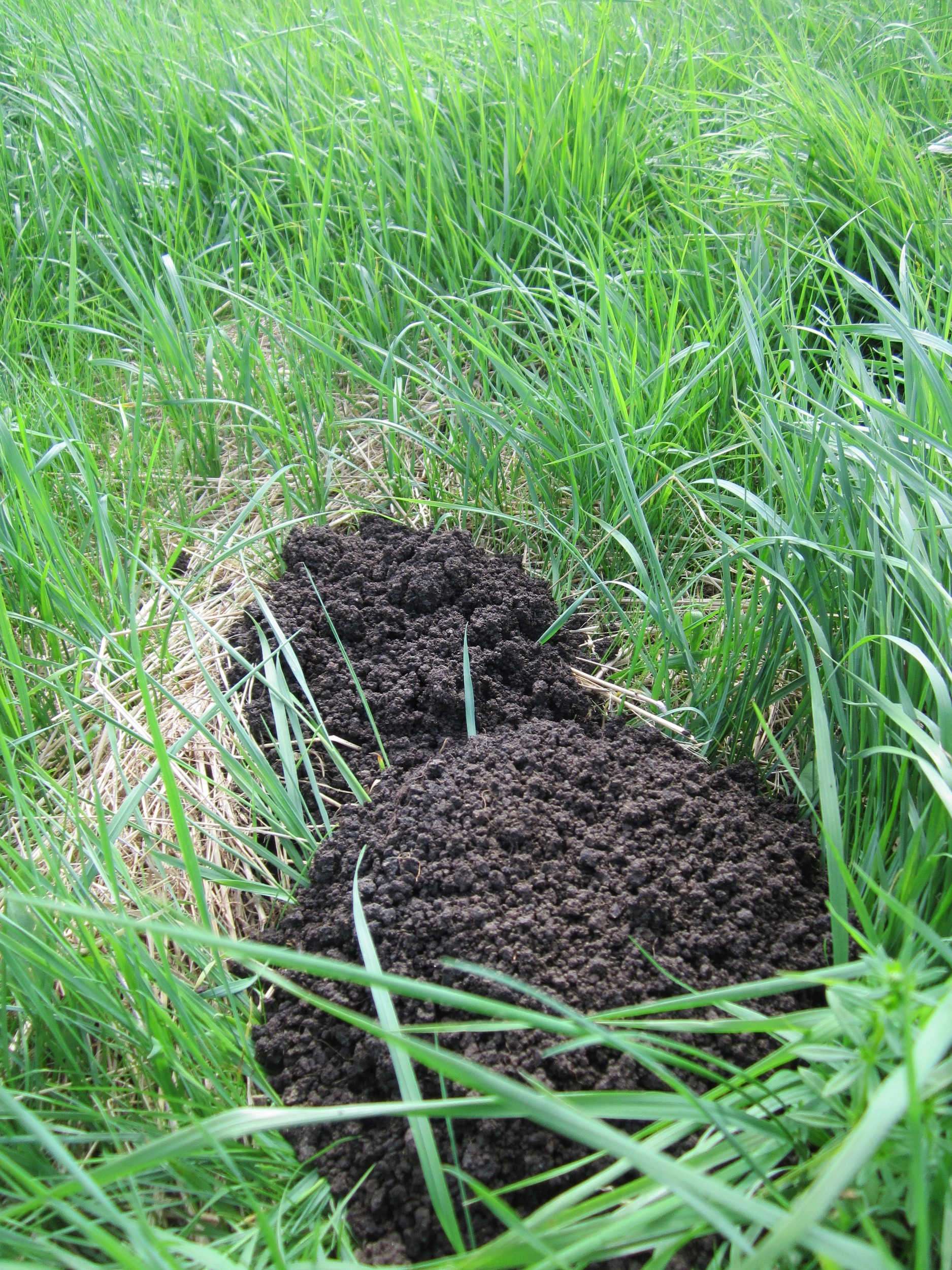
Typisch in einem Anmoor: Nur durch Maulwürfe wird der Anmoorboden zu Tage gefördert.

Häufig sind es sehr saure oder feuchte bis nasse Mineralböden, bei denen keine vollständige Zersetzung von Pflanzenmaterial stattfindet und sich ein hoher Anteil Rohhumus dauerhaft halten kann. Anmoorige Bodenhorizonte sind häufig in Marschen und auf Gleyböden zu finden und bilden dort z. B. den Bodentyp Anmoorgley (Gleyboden mit hohem Anteil Rohhumus).
Anmoorige Bodenhorizonte bilden im Landschaftskontext auch oft eine Übergangsform vom Bodentyp Norm-Gley zum Bodentyp Moor, welcher Böden aus mindestens 30 Masseprozent organischer Substanz und mindestens 30 cm Mächtigkeit beinhaltet.
Anmoorige Böden sind auch durch menschliche Eingriffe entstanden (anthropogene Böden), z. B. durch Tiefumbruch von Mooren zur Melioration (Tiefumbruchboden) oder in durch Plaggenhieb entstandenen Heiden. Auch andere Böden können als anmoorig bezeichnet werden, z. B. Waldböden, die einen hohen Anteil unzersetzter Laub- und Nadelstreu aufweisen (z. B. Eichen- oder Nadelwälder).
Nach der deutschen Bodensystematik ist Anmoor eine hydromorphe Humusform, die in Mineralböden verschiedener Typen als anmoorig genannter Horizont vorliegen kann. Nach der österreichischen Bodensystematik heißt diese Humusform Anmoorhumus, während als Anmoor ein Bodentyp mit 10 bis 35 % Massenanteil Humus in einem mehr als 30 cm mächtigen Horizont bezeichnet wird.